# John Mollo
John Mollo (* 18. März 1931 in London, England; † 25. Oktober 2017) war ein britischer Militärhistoriker und Kostümbildner. Für die Ausstattung der Filme Krieg der Sterne und Gandhi erhielt er jeweils den Oscar.

## Biografie
John Mollo begann sich bereits als Junge für Uniformkunde zu interessieren und veröffentlichte einige Bücher zur Heereskunde. Er legte so den Grundstein zu seiner späteren Filmkarriere.
Mollo begann durch sein Interesse an Historie und Technik 1971 seine Karriere als Historischer bzw. Technischer Berater, so unter anderem 1975 bei Barry Lyndon.
1977 wurde Regisseur George Lucas auf Mollo aufmerksam und verpflichtete ihn als Kostümdesigner für Krieg der Sterne. Obgleich es sein Filmdebüt war, wurde Mollo 1978 mit dem ersten von insgesamt zwei Oscars in der Kategorie Bestes Kostümdesign ausgezeichnet. Auch gewann er im selben Jahr einen Saturn Award. Nachdem er mit Alien – Das unheimliche Wesen aus einer fremden Welt (1979) und Das Imperium schlägt zurück (1980) bei zwei weiteren Science-Fiction-Filmen die Kostüme entworfen hatte, spezialisierte sich Mollo auf Historienfilme. 1983 wurde Mollo zusammen mit der Inderin Bhanu Athaiya mit dem zweiten Oscar seiner Karriere für Gandhi ausgezeichnet. Auch erhielt er eine BAFTA-Award-Nominierung.
In seinen letzten Jahren arbeitete Mollo überwiegend für das britische Fernsehen. So gestaltete er die Kostüme für die international erfolgreichen Historienserien Die Scharfschützen und Hornblower.
John Mollos jüngerer Bruder ist der Militärhistoriker, Szenenbildner und Filmemacher Andrew Mollo (* 1940).
Mollo war von 1956 bis 1966 mit der Bühnenbildnerin Ann Mollo verheiratet. 1968 heiratete er zum zweiten Mal, aus dieser Ehe ging ein Sohn hervor.

## Filmografie
- 1977: Krieg der Sterne (Star Wars)
- 1979: Alien – Das unheimliche Wesen aus einer fremden Welt (Alien)
- 1980: Das Imperium schlägt zurück (Star Wars: Episode V – The Empire Strikes Back)
- 1982: Gandhi
- 1984: Greystoke – Die Legende von Tarzan, Herr der Affen (Greystoke: The Legend of Tarzan, Lord of the Apes)
- 1985: König David (King David)
- 1985: Revolution
- 1990: Air America
- 1992: Chaplin
- 1993: Die drei Musketiere (The Three Musketeers)
- 1994: Das Dschungelbuch (The Jungle Book)
- 1997: Event Horizon – Am Rande des Universums (Event Horizon)

## Auszeichnungen
- zwei Oscars
  - 1978: Krieg der Sterne (Star Wars)
  - 1983: Gandhi (Gandhi) [zusammen mit: Bhanu Athaiya]
- drei Saturn-Award-Nominierungen, davon einmal ausgezeichnet
  - 1978: Krieg der Sterne (Star Wars)
- fünf BAFTA-Award-Nominierungen
- drei Emmy-Nominierungen

## Veröffentlichungen in deutscher Sprache
- 1972: Die bunte Welt der Uniform. 250 Jahre militärische Tracht. 17.–20. Jahrhundert. Franckh, Stuttgart, ISBN 3-440-03918-8.
- 1975: Uniforms of the American Revolution (in Farbe), illustriert von Malcolm McGregor. Blandford Press, England; als Taschenbuch: Stirling Publishing, New York City 1991, ISBN 0-8069-8240-3
  - 1975: Uniformen des amerikanischen Unabhängigkeits-Krieges, illustriert von Malcolm McGregor. Heyne, München, ISBN 3-453-81016-3.
- 1977: Uniformen des Siebenjährigen Krieges 1756–63, Zeichnungen von Malcolm McGregor. Heyne, München, ISBN 3-453-81036-8.